# Новая Деревня (городской округ город Выкса)
Новая Деревня — деревня в городском округе город Выкса Нижегородской области России, входящая в административно-территориальное образование Новодмитриевский сельсовет. Население — 241 (2010) чел.

## История
В конце XVIII – начале XIX века земля на месте деревни сдавалась в аренду крестьянам из Чупалейки и Толстиково. Датой основания принято считать 1905 год. В 1912 году состоялось открытие школы.

## Общая физико-географическая характеристика
Географическое положение
По автомобильным дорогам расстояние до областного центра — города Нижнего Новгорода — составляет 190 км, до окружного центра — города Выксы — 49 км. Абсолютная высота — 156 метра над уровнем моря.
Часовой пояс
Новая Деревня, как и вся Нижегородская область, находится в часовой зоне МСК (московское время). Смещение применяемого времени относительно UTC составляет +3:00.

## Население
| 1999 | 2002 | 2010 |
| ---- | ---- | ---- |
| 348  | ↘342 | ↘241 |

Национальный состав
Согласно результатам переписи 2002 года, в национальной структуре населения русские составляли  100 % из 342 человек.